# Sárgafarkú bohóchal
A sárgafarkú bohóchal a sugarasúszójú halak (Actinopterygii) osztályának sügéralakúak (Perciformes) rendjébe, ezen belül a korállszirtihal-félék (Pomacentridae) családjába tartozó faj.

## Előfordulása
Az Indiai-óceán északi részen, a Maldív-szigetek, India, Thaiföld és Indonézia körüli tengerekben honos.

## Megjelenése
Testhossza 16 centiméter. Teste fekete vagy sötétbarna, alul sárga. Két széles fehér vonala van, a test közepén lévő hátrahajlik. Farka sárga vagy narancs. Hátúszóján 10–11 sugár van.

### Színváltozatok
Előfordul melanisztikus változata is, ahol a sárga szín nincs jelen. Nem ismert, hogy összefügg-e ez tengerirózsafajjal.

## Életmódja
Planktonevő.